# Anne-Mei The
Ann-Mei The (Amsterdam, 1 april 1965) is hoogleraar langdurige zorg en dementie. Dementie wordt  wel de epidemie van de 21ste eeuw genoemd.
In 2050 zullen, naar schatting, meer dan 250.000 Nederlanders aan de ziekte van Alzheimer lijden. Verreweg het meeste geld gaat nu naar het ontwikkelen van medicijnen en de zorg in een verpleeghuis. The vraagt meer aandacht en geld voor de langdurige periode, waarin mensen met dementie nog thuis wonen.

## Biografie
The komt uit een doktersfamilie. Ze is de oudste dochter van een Nederlandse moeder en een Chinese vader, die als internist in Groningen werkte.
The studeerde zowel culturele antropologie als rechten. Voor haar promotieonderzoek (1999) volgde zij jarenlang longkankerpatiënten en hun naasten, vanaf het moment van de diagnose tot het overlijden. Zij beschrijft, hoe artsen met hen en hun familieleden het gesprek aangaan.
In 2006 nam zij het initiatief voor De Werkvloer Centraal, een programma voor de best mogelijke dementiezorg in geriatrische instellingen. Ook bedacht zij de verpleeghuisformule voor de Martha Flora-huizen. In 2010 stelde Windesheim haar aan als lector palliatieve zorg en dementie. In 2012 benoemde de Universiteit van Amsterdam haar tot hoogleraar Langdurige zorg en dementie.

## Benadering dementie
Al meer dan vijfentwintig jaar houdt Anne-Mei The zich bezig met palliatieve zorg, het levenseinde en de langdurige zorg. Ze doet onderzoek naar mensen met dementie, publiceert daarover en geeft les aan artsen, zorgmedewerkers, beleidsmakers, studenten en burgers. Daarnaast vindt zij het belangrijk om de resultaten van haar onderzoeken te vertalen naar praktische ondersteuning voor mensen met dementie en hun naasten, en om de maatschappelijke bewustwording te vergroten. Dit is voor haar niet alleen een professionele, maar ook een persoonlijke reis – een reis die voorlopig nog niet ten einde is.
In de loop der tijd hebben veel mensen haar hun verhalen toevertrouwd. Mensen met dementie, maar ook hun partners, familie en vrienden deelden met haar de uitdagingen van het leven met dementie. Deze verhalen hebben haar blik veranderd. Ze is niet alleen anders gaan kijken naar mensen met dementie, maar ook naar de manier waarop de zorg voor hen is georganiseerd. Hoewel in de medische en psychologische behoeften goed wordt voorzien, ontbreekt het vaak aan aandacht voor het sociale aspect van leven met dementie. Juist dat zorgt na de diagnose voor een groot spanningsveld en sociale pijn bij alle betrokkenen.
Anne-Mei is ervan overtuigd dat dit anders kan – en moet. In de afgelopen jaren ontwikkelde zij samen met anderen de Sociale Benadering Dementie: een visie en benadering met praktische werkwijzen, met teams, opleidingen, sociale netwerken en inloophuizen zoals het Huis van de Tijd. Alles is gericht op sociale ondersteuning en ruimte die mensen met dementie vooral mens laat zijn. De aanpak laat mooie resultaten zien: mensen met dementie gaan zich na verloop van tijd zichtbaar beter voelen. Net als hun naasten. Ook professionals ervaren meer werkplezier.
De Sociale Benadering verspreidt zich inmiddels als een inktvlek – in Nederland én in de overzeese gebieden. Een deel van dit boek schreef Anne-Mei op Aruba, waar ook gewerkt wordt aan Huizen van de Tijd, die daar Pasadia heten, met Sociale-Benaderingsteams. Het stemt haar positief dat de Sociale Benadering steeds meer wordt omarmd, maar zij wilde ook dat er een boek zou komen. Zodat iedereen kan lezen wat de Sociale Benadering toevoegt aan de bestaande zorg voor mensen met dementie. De benadering is gebaseerd op de hartenkreet van mensen met dementie: Wij blijven mensen.

## Sociale dimensie
Partners en kinderen van cliënten worden in de zorg regelmatig lastig gevonden, maar, zegt The, juist zij maken zelfredzaamheid meer mogelijk.
Zoals een mantelzorger het verwoordde: "Mijn vrouw heeft mij nodig, ik ben haar spraak, ogen, oren, handen en voeten."
The vraagt nadrukkelijk de aandacht voor de sociale benadering van dementie. Wanneer een hulpmiddel, nieuw medicijn of werkwijze door artsen wordt aanvaard en de effectiviteit is aangetoond, dekt de ziektekostenverzekering de zorg. Dat is bij psychosociale interventies niet het geval.
The vindt in haar werk inspiratie bij de ondersteuningsprogramma's voor mantelzorgers van de Amerikaanse hoogleraar Mary Mittelman.
Zij betrekt ook het familiaire netwerk rond de mantelzorger door vaardigheden aan te reiken om zijn gezondheid te beschermen, terwijl de patiënt gewoon thuis kan blijven wonen.
Zowel voor de dementerende als voor de partner is het de kunst om in de veranderende omstandigheden zichzelf te hervinden en eigen, nieuwe doelen te ontdekken. Met inachtneming van toenemende beperkingen en grenzen kunnen zij nog mooie (kleine) dingen beleven.

## Extra laag in de zorg
Door de omgeving actief erbij te betrekken ontstaat er een extra laag in de zorg. The pleit voor speciale opleidingen voor psychosociale interventies. Dit zouden nieuwe beroepen kunnen zijn, zoals netwerkmakelaars of mantelzorgondersteuners.
Een van haar initiatieven is het project Kammeraat, een mix tussen een oppas en een maatje. Studenten sociaalpedagogische hulpverlening, creatieve therapie of afgestudeerden van de Stenden Hogeschool helpen de verbinding met de buitenwereld te behouden.

## Boeken
- In de wachtkamer van de dood (Muntinga, 2005)
- Tussen Hoop en Vrees (BSL, 2006)
- Naast de stervende patiënt (BSL, 2007)
- Verlossers naast God (Thoeris, 2009)
- Dagelijks leven met dementie (Thoeris, 2017)
- Wij blijven mensen (Mei, 2025)